# Конушин
Конушин (Конушинский) — мыс на полуострове Канин в Ненецком автономном округе Архангельской области (север Европейской части России). Находится в 6,7 мили к югу от устья реки Волосова. Является северо-восточным входным мысом Мезенской губы Белого моря. Представляет собой возвышенную часть берега, имеющую форму холма высотой 50 м. Изобата 5 м проходит всего в 4 кабельтовых от мыса. К северу от мыса находится Канинский берег, к югу — Конушинский берег. Мыс образован песчано-глинистой осыпью с оползнями. Берег к северу от мыса Конушин (в сторону реки Волосова) тянется ровной, обрывистой к морю возвышенностью. К югу от мыса берег понижается и на его обрывах появляются жёлтые осыпи, а прибрежные возвышенности уходят в глубь материка. На мысе установлен маяк Конушинский. В 2 милях от береговой черты, между мысом Конушин и рекой Шемокша, находятся Шемоховские сопки.
Мыс Конушин окаймлён отмелями с глубинами менее 5 м и шириной до 3 миль. В 6 кабельтовых к юго-западу лежит несколько островков. В 22 милях к западу—юго-западу мыса Конушин лежит южная оконечность средней гряды района мелей и банок Северные кошки. Между банкой Литке и мысом Конушин находится фарватер, ведущий к острову Моржовец. В 22 милях к западу—северо-западу от мыса Конушин находится восточная гряда Северных кошек — Конушинские кошки. В 25 милях к северо-западу от мыса находится гряда Северных кошек — мель Кийская.